# 시티제트
시티제트(영어: Cityjet)는 아일랜드 더블린 스워즈 비즈니스 캠퍼스에 본사를 두고 있는 아일랜드의 지역 항공사로 1992년에 설립되었다.

## 보유 기종
- 2020년 8월 기준으로 다음과 같이 보유하고 있으며, 평균 기령은 16년이다.[2]

### 퇴역 기종
- 포커 50
- 사브 2000
- 수호이 슈퍼제트 100
- 브리티시 에어로스페이스 146

## 사진

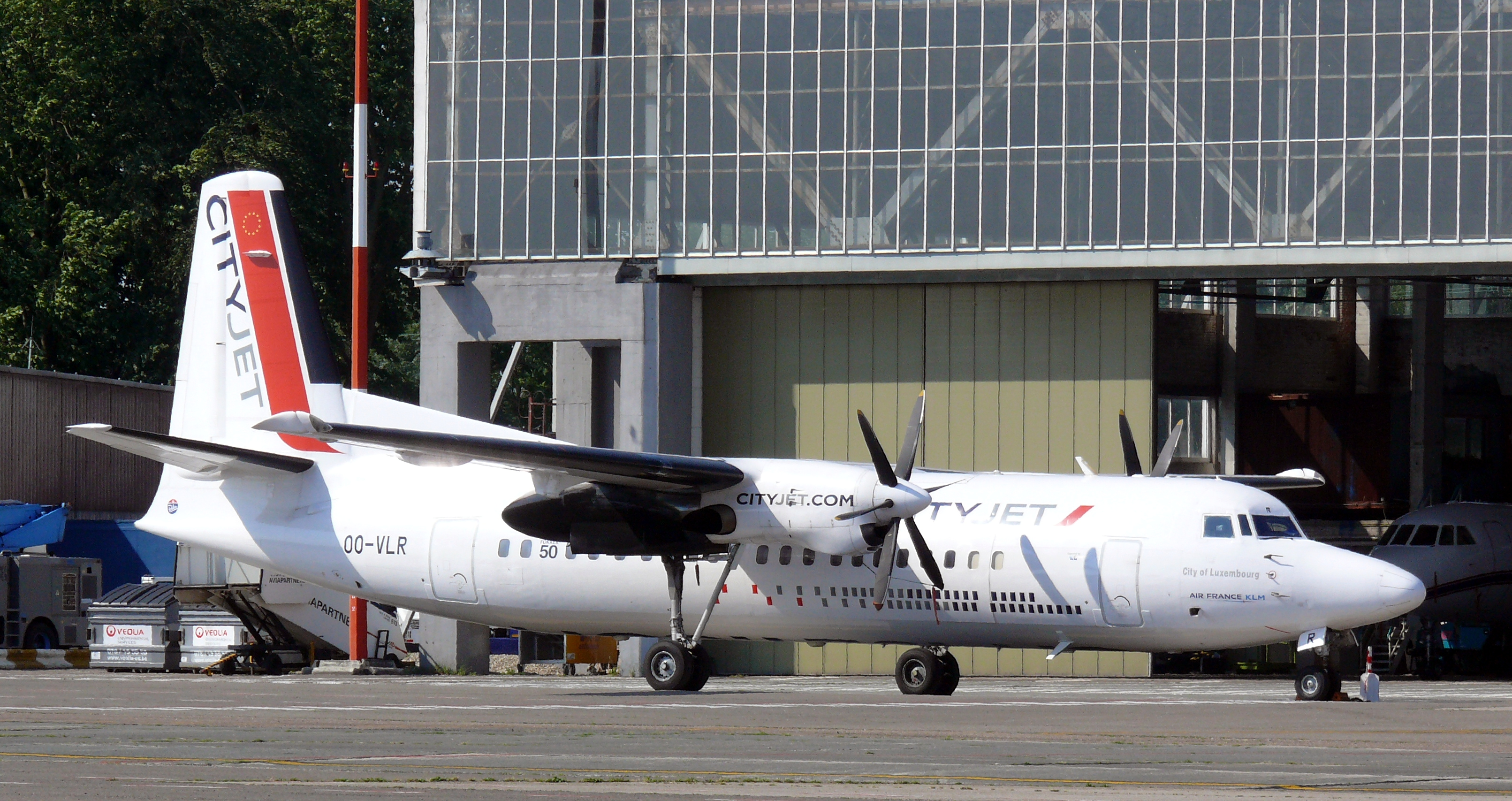
시티제트의 포커 50 (퇴역)
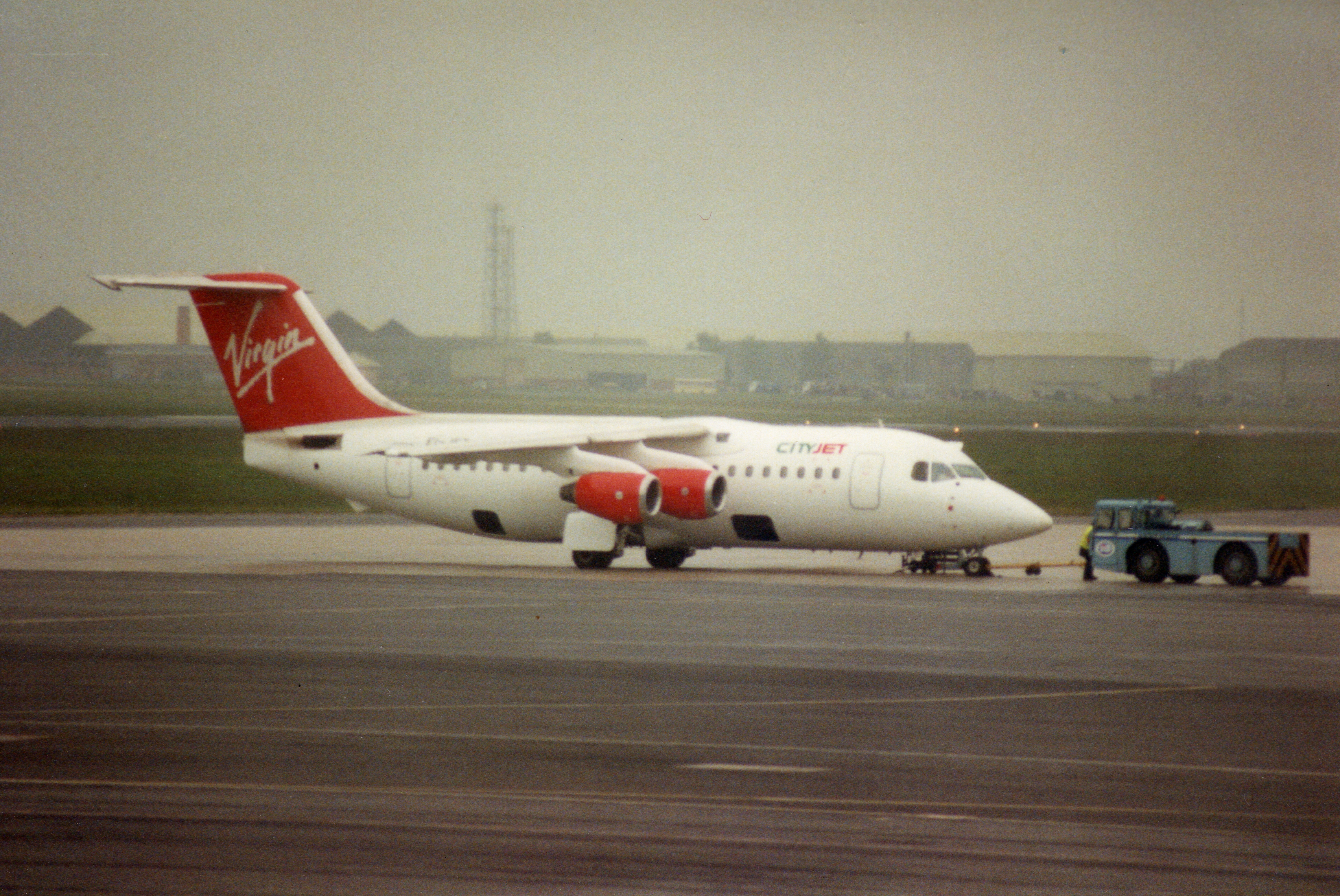
시티제트의 브리티시 에어로스페이스 146 (퇴역)
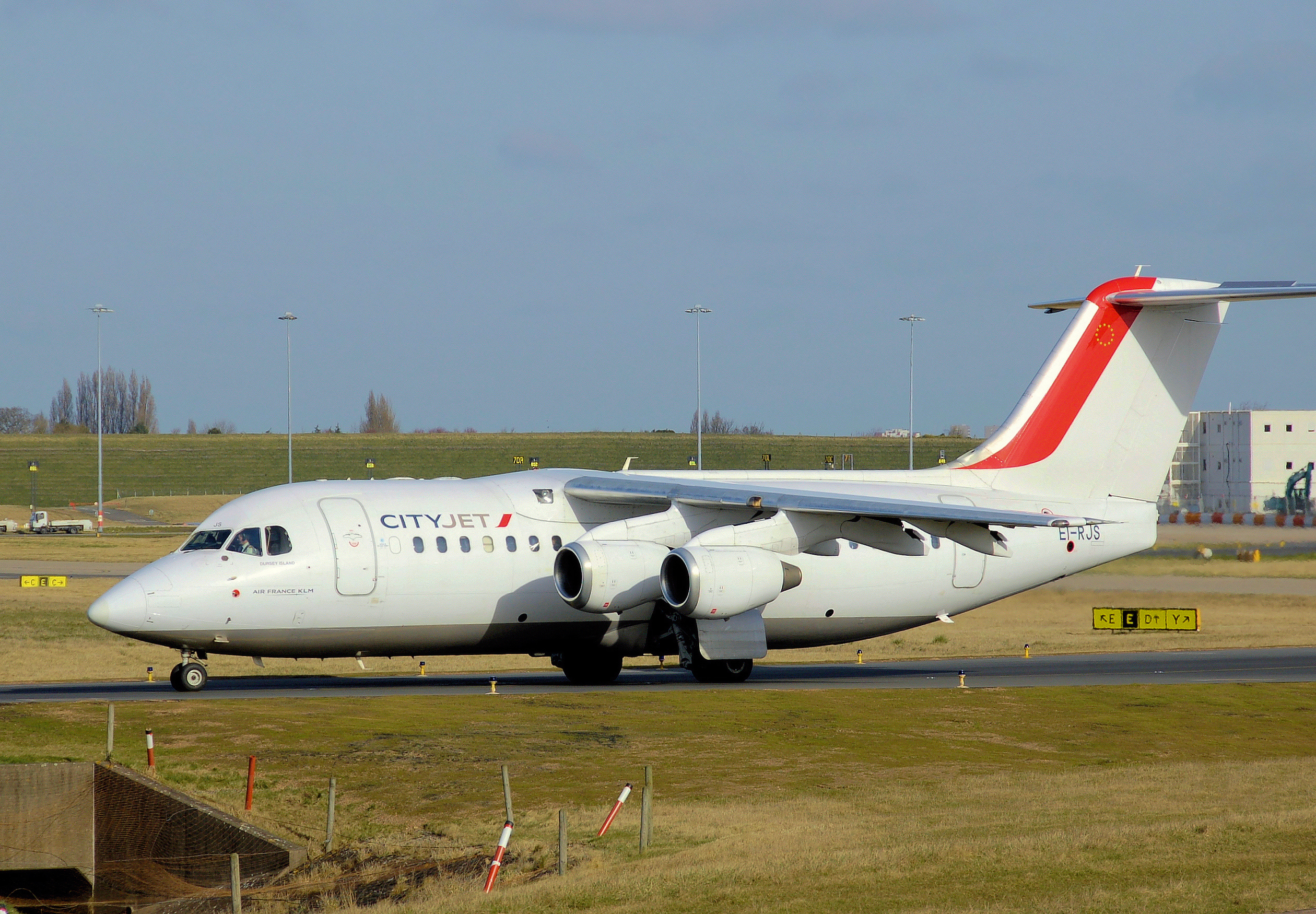
시티제트의 브리티시 에어로스페이스 146 (퇴역)